# Aedes zammitii
Aedes zammitii é um espécie de mosquito do género Aedes, pertencente à família Culicidae.